# Embothrium coccineum
Embothrium coccineum (ciruelillo, fosforito o  notro) es un pequeño árbol perennifolio  de la familia Proteaceae. Crece en los bosques andino-patagónicos de Chile y Argentina.

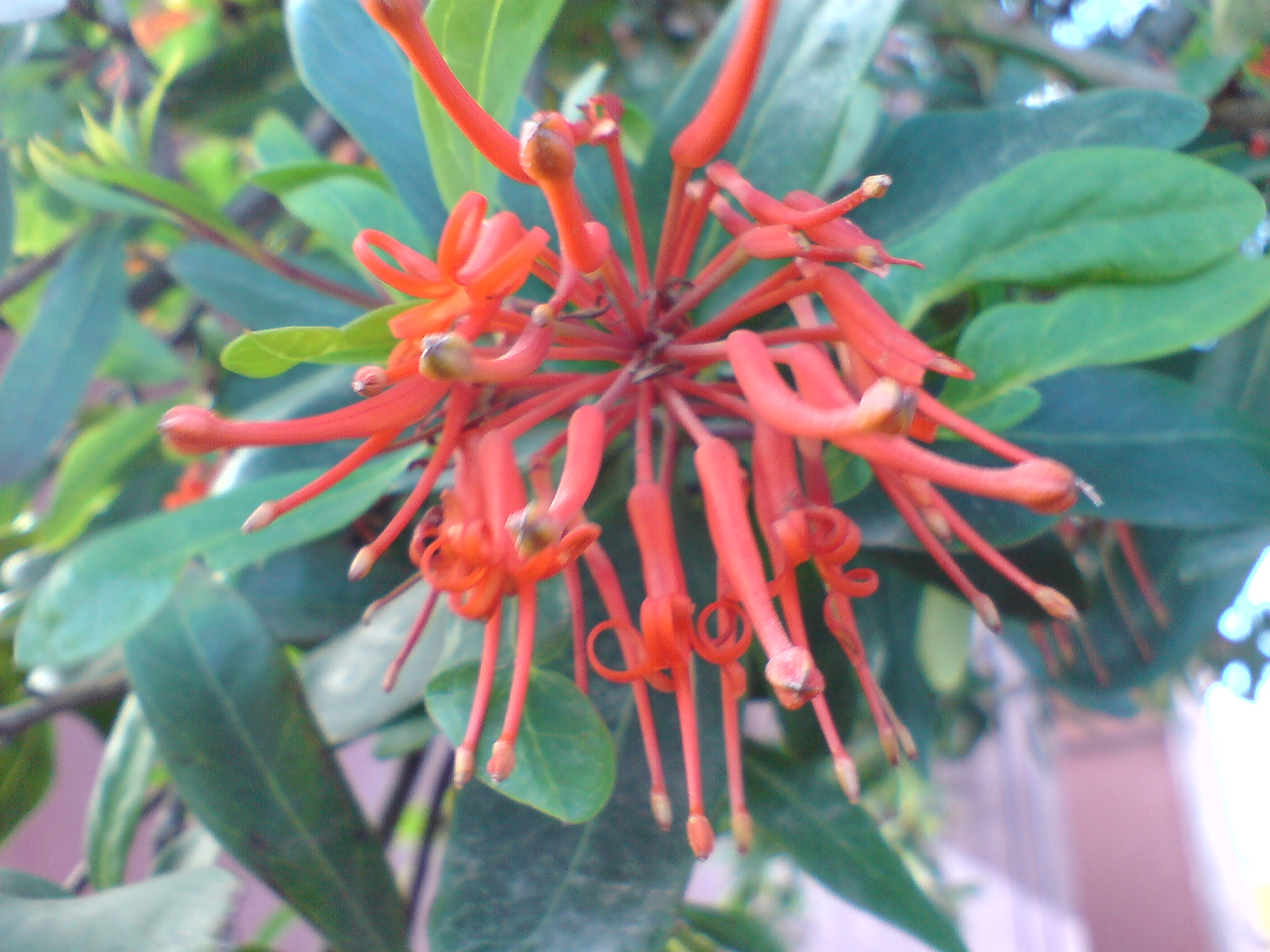
Inflorescencia

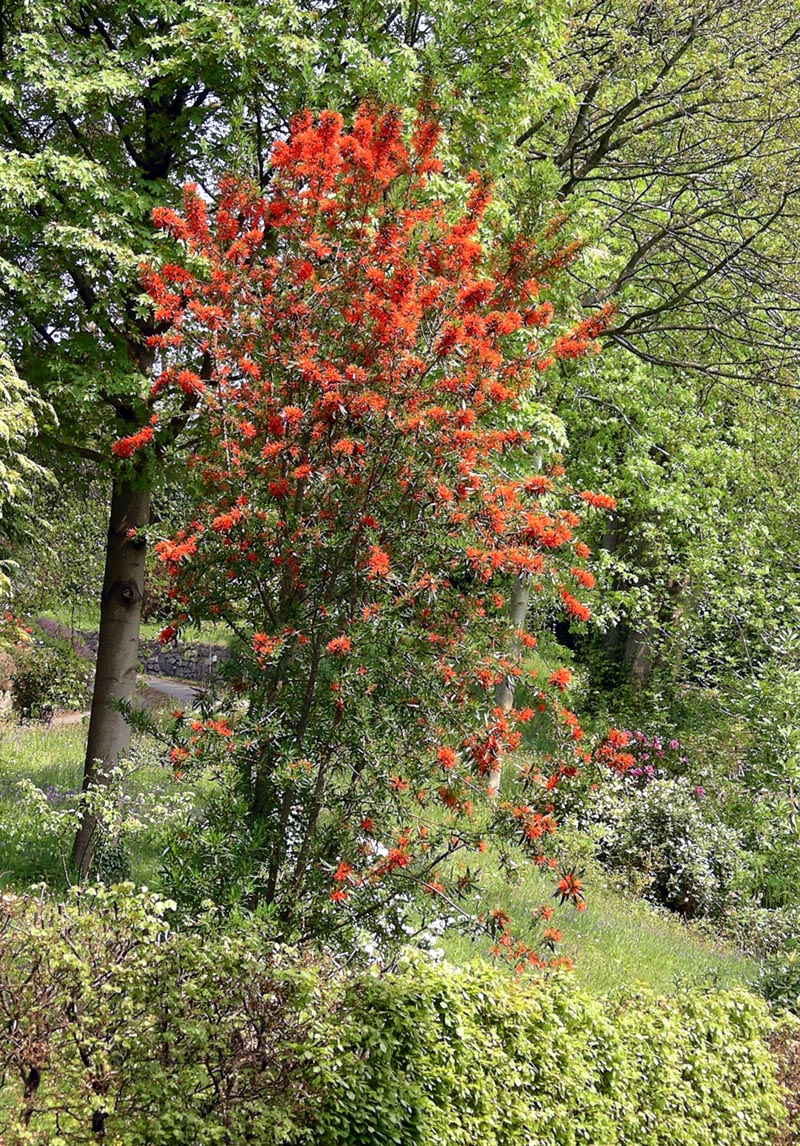
Planta

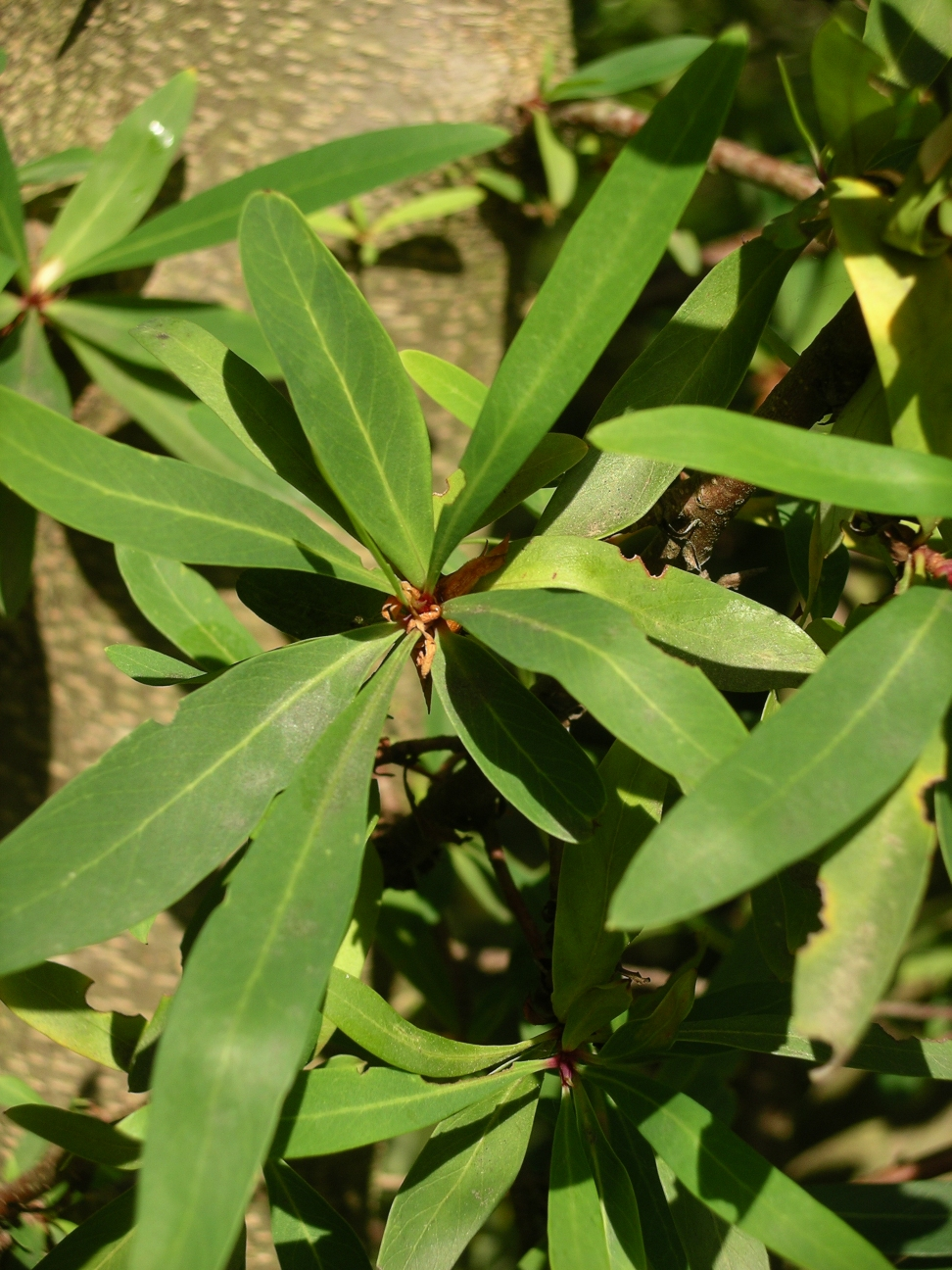
Hojas

## Descripción
El notro produce flores de color rojo intenso (ocasionalmente amarillo pálido) agrupadas en corimbos; la floración ocurre en primavera. El fruto es folículo seco, con unas 10 semillas en su interior.
Usualmente se presenta como un arbolito de unos 4 m y puede llegar a crecer hasta 15 m de altura y ocasionalmente hasta el medio metro de circunferencia. Tiene la corteza gris oscuro y su madera es de color rosado claro.

## Ecología

### Distribución geográfica y hábitat
Embothrium coccineum es un árbol endémico de los bosques templados australes de Sudamérica. Se distribuye a lo largo de un área angosta -solo 250 km- que, sin embargo, abarca un extenso gradiente latitudinal -aproximadamente 2200 km- tanto en Argentina como en Chile. Por el norte se lo encuentra desde la provincia de Linares en Chile (35° S) y el [Lago Ñorquinco]en Argentina (39°S) y, por el sur, hasta Tierra del Fuego  (55° S), por el oeste desde la isla de Chiloé (73°50′ longitud oeste) en Chile y, por el este, hasta la estepa patágonica (71° longitud oeste) en Argentina. También exhibe una importante distribución altitudinal con poblaciones ubicadas desde el nivel del mar hasta los 1400 metros de altura.
Debido a su extensa distribución, esta especie se desarrolla en una gran diversidad de ambientes con amplias variaciones tanto en los factores climáticos como bióticos.. Si bien crece en diversos biotopos, no llega a formar bosques puros. Al norte de su distribución, donde la humedad es escasa, habita cerca de lagunas o cursos de agua, alcanzando un tamaño semi-arbóreo. En la parte central de su distribución, con mayores valores de humedad, aparece más frecuentemente y pueden desarrollar ejemplares de porte arbóreo. Al sur de su distribución, con mayores valores de precipitación, aparece nuevamente como una especie acompañante más escasa y de menor altura. El gradiente de precipitación que existe a lo largo de su distribución varía desde los 4000 mm anuales al oeste hasta menos de 700 mm al este lo que  determina que también se la pueda hallar en los diferentes tipos de bosque que se dan a través de este gradiente. De hecho, es una especie frecuente en los bosques húmedos dominados por el coihue (Nothofagus dombeyi), el hua-huán (Laureliopsis philippiana), el maniú hembra Saxegothea conspicua) y el tineo (Weinmannia trichosperma), en los bosques mesófilos dominados por el coihue y el ciprés (Austrocedrus chilensis), y en los bosques xéricos de transición hacia la estepa con ñire, ciprés, maitén (Maytenus boaria) y el radal (Lomatia hirsuta).

### Herbivoría
Varias especies de animales,  tanto nativos como introducidos, se alimentan de las hojas del notro, entre ellos el huemul, los vacunos y los ciervos exóticos. Sus flores son una importante fuente de alimento para la cachaña ( Enicognathus ferrugineus), para el cometocino patagónico o comesebo (Phrygilus patagonicus) y para el fiofío (Elaenia albiceps). Además, aves (por ejemplo la rara) y roedores se alimentan de sus frutos. Las semillas, finalmente, son atacadas por larvas de lepidópteros.

## Etimología y nombres comunes
El nombre del género, Embothrium, proviene  del griego y significa "en fosa" haciendo referencia al ovario que se encuentra hundido en un disco. El epíteto específico coccineum quiere decir rojo escarlata aludiendo a las flores de esta especie.
En español, los nombres comunes de Embothrium coccineum son notro, ciruelillo o fosforito. En idioma mapuche  a esta especie se la llama notru, y trewmün o tremun.

## Cultivo
Se cultiva como planta ornamental en Chile, Gran Bretaña y los EE. UU. Se planta tan al norte como las Islas Feroe a 62° de latitud norte. En los países de habla inglesa es llamado "Chilean firebush" o "Chilean firetree".

## Usos
Su madera es de color rosado y por ser además muy blanda pero resistente, se emplea para elaborar cucharas, recipientes para la cocina y otros objetos artesanales. Se cultiva principalmente para fines ornamentales.

## Taxonomía
Embothrium coccineum fue descrita por J.R.Forst. & G.Forst. y publicado en Characteres Generum Plantarum 8. 1775.
Sinonimia
- Embothrium coccineum fo. lanceolatum (Ruiz & Pav.) Pérez-Mor.
- Embothrium coccineum var. cavanillesii Kuntze
- Embothrium coccineum var. lanceolatum (Ruiz & Pav.) Kuntze
- Embothrium coccineum var. oblanceolatum Kuntze
- Embothrium coccineum var. obovatum Kuntze
- Embothrium gilliesii Meisn.
- Embothrium lanceolatum Ruiz & Pav.
- Embothrium valdivianum Gand.[13]